# Уялинський сільський округ (Акжарський район)
Уяли́нський сільський округ (каз. Ұялы ауылдық округі, рос. Уялинский сельский округ) — адміністративна одиниця у складі Акжарського району Північноказахстанської області Казахстану. Адміністративний центр — село Уяли.
Населення — 516 осіб (2021; 1031 у 2009, 2079 у 1999, 3534 у 1989).
Станом на 1989 рік існувала Тельманська сільська рада (села Амангельди, Найдорф) та Уялинська сільська рада (село Уяли, аули Буланбай, Жаркін).

## Склад
До складу округу входять такі населені пункти:
| Населений пункт  | Старі назви | Населення, осіб (1989) | Населення, осіб (1999) | Населення, осіб (2009) | Населення, осіб (2021) |
| ---------------- | ----------- | ---------------------- | ---------------------- | ---------------------- | ---------------------- |
| Аксари, село     | Найдорф     | 1670                   | 865                    | 425                    | 166                    |
| Амангельди, село | -           | 120                    | 37                     | -                      | -                      |
| Буланбай, аул    | -           | 40                     | -                      | -                      | -                      |
| Жаркин, село     | Жаркін      | 105                    | 78                     | 13                     | -                      |
| Уяли, село       | -           | 1599                   | 1099                   | 593                    | 350                    |